# Daemonorops
Genre
Classification phylogénétique
Le genre Daemonorops regroupe une centaine d'espèces de palmiers grimpants épineux de la famille des Arécacées originaires des régions tropicales d'Asie allant de l'est de l'Inde et du sud de la Chine, à travers toute l'Insulinde jusqu'à la Nouvelle-Guinée.
Un certain nombre de ces espèces produisent de la résine rouge, commercialisée comme matière médicale et colorant, sous le nom de sang-dragon. Les longues tiges de ces palmiers grimpants, une fois débarrassées de leurs gaines folaires, fournissent des cannes de rotin. Les plus résistantes sont commercialisées.
D’après les bases de données de Juin 2019 de Kew WCSP et Tropicos, à la suite d'analyses, le genre Daemonorops est maintenant intégré dans Calamus,.

## Classification
- Sous-famille des Calamoideae
  - Tribu des Calameae
    - Sous-tribu des Calamineae

Cette sous-tribu ne comprend actuellement qu'un seul genre :  Calamus
.
Calamus, ayant été élargi pour inclure  Daemonorops,Ceratolobus, Pogonotium et Retispatha (W.J.Baker & al, 2015; Henderson & Floda, 2015).

## Description
Les feuilles sont pennées, très rarement bifides, portent généralement un flagelle (ou cirre) terminal, sauf pour quelques espèces acaulescentes et pour les sujets juvéniles. Le pétiole est généralement bien développé et armé d'épines, ainsi que la gaine foliaire et les rachis.
Les inflorescences sont axillaires mais adnées à l'internœud et la gaine foliaire de la feuille suivante; elles ont une ramification d'ordre 2 ou 3. Les inflorescences staminées (mâles) possèdent un ordre de ramification de plus que les inflorescences pistillées (femelles). La première bractée (ou prophylle) est apparente, coriace, ligneuse, plus ou moins armées, d'abord tubulaire puis se fendant plus ou moins sur toute sa longueur. Les bractées du rachis sont semblables au prophylle.
Les fleurs à l'anthèse sont incluses ou avec l'extrémité libre, toutes les bractées sauf la prophylle tombent à l'anthèse.
Les fruits portent à l'apex les restes du stigmate. Ils sont couverts de rangées verticales d'écailles, parfois résineuses.

## Distribution
Les 101 espèces de Demonorops sont distribuées de l'Est de l'Inde, au Sud de la Chine, à travers tout l'archipel malais jusqu'à la Nouvelle-Guinée.
Le plus grand nombre d'espèces et la plus grande diversité morphologique se trouvent dans la péninsule Malaise, Sumatra et Bornéo.
Les espèces sont confinées aux forêts humides.

## Importance économique

### Sang-dragon
La résine rouge produite par beaucoup d'espèces, comme Daemonorops draco D. rubra était récoltée et vendue comme matière médicale et colorant sous le nom de sang-dragon (jenang en indonésien).
Il existe un groupe de douze espèces produisant de la résine rouge : D. acehensis, D. brachystachys, D. didymophylla, D. draco, D. dracuncula, D. dransfieldii. D. maculata, D. micracantha, D. rubra, D. sekundurensis, D. siberutensis, and D. uschdraweitiana (Rustiani, 2004). Ces espèces sont originaires de Malaisie, Thailande et de l'Indonésie de l'ouest.
Les fruits de Daemonorops draco, le palmier sang-dragon, est réputé donner la meilleure résine rouge, commercialisée sous le nom de « sang-dragon ».

### Rotin
Les longues tiges grimpantes de plusieurs espèces sont traitées pour produire des cannes de rotin servant à la vannerie, aux cannage et rempaillage. Il faut au préalable débarrasser les tiges de leurs gaines foliaires épineuses. Une fois pelées, le diamètre des cannes varie de 3 à 60 mm ou plus. Seules les espèces fournissant des cannes très résistantes et pouvant être pliées à la chaleur sans se déformer, sont commercialisées.
Les rotins d’Asie appartiennent aux neuf genres suivants: Calamus, Ceratolobus, Daemonorops, Korthalsia, Myrialepis, Plectocomia, Plectocomiopsis, Pogonotium et Retispatha. Selon Johnson environ 533 espèces de rotin (utiles ou non) ont été décrites, Calamus et Daemonorops représentant environ 90 % de ce total.

## Liste des espèces
Selon "The Plant List"

### Espèces aux noms synonymes, obsolètes et leurs taxons de référence
Selon "The Plant List"   27 juin 2014 :

## Espèces au statut non encore résolu
Selon "The Plant List"   27 juin 2014